# 凡-拉福利
凡-拉福利（法語：Fains-la-Folie，法語發音：[fɛ̃ la fɔli]）是法国厄尔-卢瓦省的一个旧市镇，位于该省东南部，属于沙特尔区。凡-拉福利于1834年由原市镇凡（Fains）和拉福利埃尔博（La Folie-Herbault）合并而成。2016年1月1日，凡-拉福利和相邻的另外3个市镇合并为新市镇博斯地区埃奥勒（Eole-en-Beauce）。

## 地理
凡-拉福利（48°13'28"N, 1°38'23"E）面积21.65 平方千米，位于法国中央-卢瓦尔河谷大区厄尔-卢瓦省，该省份为法国北部内陆省份，北起顺时针与厄尔省、伊夫林省、埃松省、卢瓦雷省、卢瓦-谢尔省、萨尔特省和奧恩省接壤。
与凡-拉福利接壤的市镇（或旧市镇、城区）包括：博斯地区埃奥勒、维洛、莱维拉日沃韦安、桑什维尔、讷维昂迪努瓦、沃夫、维亚邦、拜尼奥莱。

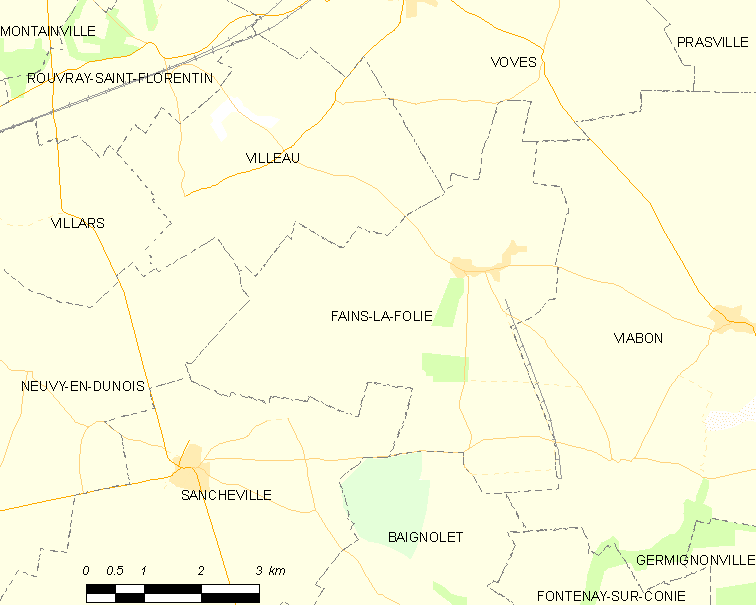
凡-拉福利的OSM定位图

凡-拉福利的时区为UTC+01:00、UTC+02:00（夏令时）。

## 行政
凡-拉福利的邮政编码为28150，INSEE市镇编码为28145。

## 政治
凡-拉福利所属的省级选区为莱维拉日沃韦安县。

## 人口

1962-2008年间凡-拉福利人口变化图示

凡-拉福利于2018年1月1日时的人口数量为342人。